# Fligny
Fligny és un municipi francès situat al departament de les Ardenes i a la regió del Gran Est. L'any 2007 tenia 184 habitants.

## Demografia

### Població
El 2007 la població de fet de Fligny era de 184 persones. Hi havia 62 famílies de les quals 8 eren unipersonals (4 homes vivint sols i 4 dones vivint soles), 21 parelles sense fills, 25 parelles amb fills i 8 famílies monoparentals amb fills.
La població ha evolucionat segons el següent gràfic:
Habitants censats

### Habitatges
El 2007 hi havia 69 habitatges, 63 eren l'habitatge principal de la família i 5 estaven desocupats. 57 eren cases i 6 eren apartaments. Dels 63 habitatges principals, 39 estaven ocupats pels seus propietaris i 24 estaven llogats i ocupats pels llogaters; 1 tenia una cambra, 6 en tenien tres, 17 en tenien quatre i 39 en tenien cinc o més. 46 habitatges disposaven pel capbaix d'una plaça de pàrquing. A 34 habitatges hi havia un automòbil i a 13 n'hi havia dos o més.

### Piràmide de població
La piràmide de població per edats i sexe el 2009 era:
| Homes | Edats   | Dones |
| ----- | ------- | ----- |
| 0     | 95 o +  | 0     |
| 0     | 90 a 94 | 0     |
| 0     | 85 a 89 | 0     |
| 0     | 80 a 84 | 0     |
| 8     | 75 a 79 | 0     |
| 4     | 70 a 74 | 12    |
| 4     | 65 a 69 | 4     |
| 4     | 60 a 64 | 0     |
| 0     | 55 a 59 | 4     |
| 8     | 50 a 54 | 0     |
| 0     | 45 a 49 | 4     |
| 4     | 40 a 44 | 0     |
| 4     | 35 a 39 | 8     |
| 8     | 30 a 34 | 16    |
| 4     | 25 a 29 | 0     |
| 0     | 20 a 24 | 4     |
| 12    | 15 a 19 | 0     |
| 16    | 10 a 14 | 8     |
| 0     | 5 a 9   | 8     |
| 8     | 0 a 4   | 4     |

## Economia
El 2007 la població en edat de treballar era de 117 persones, 69 eren actives i 48 eren inactives. De les 69 persones actives 49 estaven ocupades (33 homes i 16 dones) i 19 estaven aturades (10 homes i 9 dones). De les 48 persones inactives 8 estaven jubilades, 15 estaven estudiant i 25 estaven classificades com a «altres inactius».

### Ingressos
El 2009 a Fligny hi havia 61 unitats fiscals que integraven 166 persones, la mediana anual d'ingressos fiscals per persona era de 10.289 €.

### Activitats econòmiques
Dels 3 establiments que hi havia el 2007, 2 eren d'empreses de construcció i 1 d'una empresa immobiliària.
Els 2 serveis als particulars que hi havia el 2009 eren paletes.
L'any 2000 a Fligny hi havia 9 explotacions agrícoles que ocupaven un total de 171 hectàrees.

## Poblacions més properes
El següent diagrama mostra les poblacions més properes.